# ليلي ستريكلاند
ليلي ستريكلاند (بالإنجليزية: Lily Strickland)‏ هي معلمة موسيقى ورسامة وملحنة أمريكية، ولدت في 28 يناير 1884 في أندرسون في الولايات المتحدة، وتوفيت في 6 يونيو 1958.

## وصلات خارجية
- ليلي ستريكلاند على موقع ميوزك برينز (الإنجليزية)